# Victor Didebulidze
Pas d'image ? Cliquez ici

a Compétitions nationales et continentales officielles uniquement.

b Matchs officiels uniquement.
Dernière mise à jour le 9 août 2019.
Victor Didebulidze (en géorgien : ვიქტორ დიდებულიძე) est né le 4 novembre 1971 à Tbilissi. C'est un joueur de rugby à XV, qui joue avec l'équipe de Géorgie, évoluant au poste de deuxième ligne (1,91 m pour 117 kg).

## Carrière de joueur

### En club
Victor Didebulidze arrive en France en 1997, et joue successivement avec Montpellier, Tarbes, Nîmes et Valence d'Agen, avant de terminer sa carrière à Massy en 2008.

### En équipe nationale
- Il a disputé son premier match avec l'équipe de Géorgie le 24 novembre 1991 contre l'équipe d'Ukraine.

## Carrière d'entraîneur
- 2008-2016 : Rugby club Massy Essonne

## Palmarès

### En équipe nationale
- 45 sélections en équipe de Géorgie depuis 1991
- Sélections par année : 1 en 1991, 1 en 1994, 2 en 1995, 1 en 1996, 1 en 1997, 1 en 1999, 1 en 2000, 6 en 2001, 7 en 2002, 9 en 2003, 1 en 2004, 1 en 2005, 1 en 2006

Coupe du monde
- 2003 : 3 sélections, 2 comme titulaire
- 2007 : 3 sélections